# Actia lata
Actia lata là một loài ruồi trong họ Tachinidae.